# Kościół św. Wacława w Harrachovie
Kościół św. Wacława w Harrachovie – rzymskokatolicki kościół znajdujący się w Harrachovie.

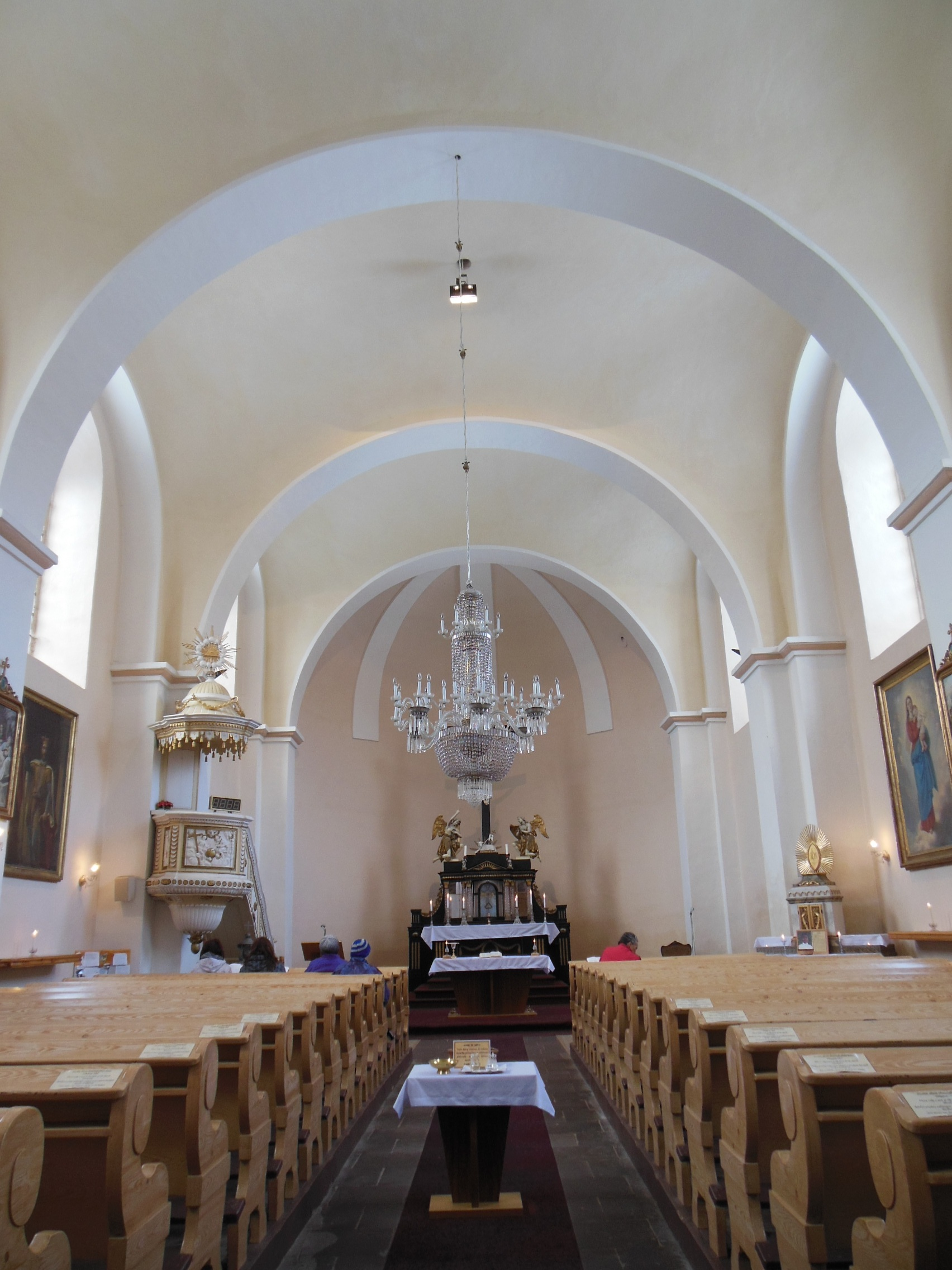
Wnętrze kościoła (2013)

## Historia
Od 1730 roku w miejscu budowli znajdowała się drewniana kaplica, na której miejscu w 1788 roku wzniesiono drewniany kościół.
Istniejącą murowaną świątynię wybudowano w latach 1822-1828. W 1864 w kościele zamontowano nowy ołtarz.
26 marca 1964 roku obiekt wpisano do rejestru zabytków kultury Czech pod numerem 29609/6-2528.

## Architektura i wnętrze
Kościół w stylu empire. Posiada dach czterospadowy i górującą nad nim wieżę zegarową. Elewacje kościoła zdobią lizeny, pomiędzy którymi znajdują się łukowate okna.
Wewnątrz kościoła znajduje się szklany żyrandol pochodzący z 1828 roku i częściowo szklany ołtarz.